# Correia Dias
Manuel Belo Correia Dias (Ovar, 24 marzo 1919 – ...) è stato un calciatore portoghese, di ruolo attaccante.

## Carriera
Arrivato al Porto nel 1941, esordì in prima squadra il 25 gennaio 1942 contro il Vitoria Guimarães. A fine stagione fu capocannoniere del torneo. Nel 1948 firmò una doppietta nella vittoria per 3-2 contro l'Arsenal. L'anno seguente si ritirò dal calcio; la sua ultima partita fu contro l'Olhanense il 16 gennaio del 1949.